# Islam Machačev
Islam Ramazanovič Machachčev (rusky: Ислам Рамазанович Махачев; * 27. října 1991 Machačkala) je ruský profesionální bojovník smíšených bojových umění a bývalý zápasník samba. V současné době zápasí v lehké váze v Ultimate Fighting Championship (UFC), kde je bývalým šampionem. 

## Kariéra
Profesionálem je od roku 2010, v říjnu roku 2014 podepsal čtyřletý kontrakt se společností UFC. Jeho první soupeřem byl v květnu roku 2015 Američan Leo Kuntz. Ze zápasu Islam Machachčev odešel jako vítěz. V roce 2016 se stal mistrem světa v bojovém sambu a dvakrát ruským národním šampionem v kategorii do 74 kg (2014, 2016).
Dne 22. října 2022 se utkal s Charlesem Oliveirou o pás v lehké váze. Ze zápasu Machačev odešel jako šampion. Jeho soupeři v obhajobě byli následně dvakrát Alexander Volkanovski, Dustin Poirier a Renato Moicano. V květnu 2025 Islam Machačev uvolnil svůj titul a přesunul se do velterové váhy, kde je současným šampionem Jack Della Maddalena. O titul se utkají v průběhu roku 2025.

## Osobní život
Islam Machačev je ženatý a má tři děti, nejstarší dceru a dva syny.

## Úspěchy a ocenění (výběr)

#### Ultimate Fighting Championship
- UFC Lightweight Championship (1x), čtyři obhajoby[9]
- Fight of the Night (3x)
- Performance of the Night (3x)